# ARASHI Anniversary Tour 5×20
『ARASHI Anniversary Tour 5×20』（アラシ アニバーサリー ツアー ファイブバイトゥエンティー）は、日本の男性アイドルグループ・嵐のライブ・ビデオ。2020年9月30日にJ Stormから発売された。

## 概要
2018年11月から2019年12月にかけて行われたデビュー20周年を記念したツアー「ARASHI Anniversary Tour 5×20」から、2019年12月に東京ドームにて行われたツアー最終公演を映像化。
通常盤DVD/Blu-ray、嵐ファンクラブ会員限定盤DVD/Blu-rayの4種類で発売。通常盤の初回プレス仕様には、72ページのフォトブックレットが付属する。また、Disc2の「A・RA・SHI」「ハダシの未来」「5×20」「Love so sweet」には、マルチアングル映像が収録されている。嵐ファンクラブ会員限定盤には特典映像として、2018年12月の東京ドーム公演も追加収録される。
前回ツアー『ARASHI LIVE TOUR 2017-2018 「untitled」』をベースに超特大LEDビジョンを設けられた他、一部ステージ、花道などモニターになっており、最新のテクノロジーが駆使されている。また、一部の映像演出を、teamLabが担当している。
Blu-ray Disc版にはSBMV Super Bit Mapping（ソニー株式会社が開発した階調補完技術）が本作に採用されている。

## チャート成績
※以下のランキング、売上枚数は全てオリコン調査。
2020年10月8日に発表された10月12日付「週間DVDランキング」「週間BDランキング」「週間ミュージックDVD・BDランキング」にて、初週売上91万5507枚（DVD：33万9304枚、BD：57万6203枚）を売り上げ、すべてで初登場1位を獲得。初週売上91万5507枚は、初週にして令和最高累積売上を記録。また、2019年10月に発売された前作『5×20 All the BEST!! CLIPS 1999-2019』の初週売上68.1万枚を上回り、自己最高初週売上を更新。さらに、DVD、BD、ミュージックDVD・BDの「映像3部門同時1位獲得作品数」は10作連続通算10作目となり、連続・通算ともに歴代2位から歴代1位タイに。自身が歴代1位の記録を持つ「DVD1位獲得作品数」は連続19作、通算21作にそれぞれ自己更新した。
今作で達成、更新した主な歴代記録
- 映像3部門同時連続1位獲得作品数 歴代1位タイ（10作）
- 映像3部門同時通算1位獲得作品数 歴代1位タイ（10作）
- DVD連続1位獲得作品数 歴代1位（19作）
- DVD通算1位獲得作品数 歴代1位（21作）
- BD連続1位獲得作品数 歴代2位（10作）
- BD通算1位獲得作品数 歴代2位（10作）
- ミュージックDVD・BD連続1位獲得作品数　歴代1位タイ（10作）
- ミュージックDVD・BD通算1位獲得作品数　歴代1位タイ（10作）

11月10日に発表された11月16日付「週間DVDランキング」「週間BDランキング」にて、週間DVD：0.6万枚、BD：0.4万枚を売り上げ、累積売上が100.2万枚（DVD：39.1万枚、BD：61.1万枚）を記録し、音楽映像作品では自身初、および令和初のミリオンを達成した。音楽映像作品のミリオン達成は、2018年9月10日付で達成した安室奈美恵の『namie amuro Final Tour 2018 〜Finally〜』以来史上2作目、男性アーティストでは初の達成となった。
12月25日に発表された2020年度「年間BDランキング」「年間ミュージックDVD・BDランキング」にて、年間102.1万枚（DVD：40.3万枚、BD：61.8万枚）を売り上げ、ともに1位を獲得した（「年間DVDランキング」は2位）。「ミュージックDVD・BD通算1位獲得作品数」は前作『5×20 All the BEST!! CLIPS 1999-2019』に続き2年連続通算5作目、「BD通算1位獲得作品数」は前作に続き2年連続通算3作目となり、ともに自身が持つ歴代1位の記録を自己更新した。
2021年1月6日に発表された1月11日「週間BDランキング」にて、週間0.3万枚を売り上げ、昨年2020年10月12日付以来13週ぶりに1位を獲得。また、「週間ミュージックDVD・BDランキング」でも前週の7位から1位に返り咲いた。
1月14日に発表された1月18日付「週間DVDランキング」「週間ミュージックDVD・BDランキング」にて、週間5729枚（DVD：3335枚、BD：2394枚）を売り上げ、ともに1位を獲得。ミュージックDVD・BDの1位獲得は、1月11日付から2週連続。また、DVDの1位獲得は、昨年2020年10月19日以来3か月ぶりとなった。

## 収録内容

### 本編映像

#### Disc 1
1. Overture
2. 感謝カンゲキ雨嵐
3. Oh Yeah!
4. Step and Go
5. 言葉より大切なもの
6. Find The Answer
7. I'll be there
8. 迷宮ラブソング
9. La tormenta 2004
10. Breathless
11. Everything
12. 果てない空
13. アオゾラペダル
14. 復活LOVE
15. Believe
16. Lucky Man
17. 夏疾風
18. BRAVE
19. MC
20. COOL & SOUL
21. マイガール
22. One Love
23. Face Down
24. つなぐ
25. Crazy Moon〜キミ・ハ・ムテキ〜
26. Sakura
27. truth

#### Disc 2
1. A・RA・SHI
2. a Day in Our Life
3. ハダシの未来
4. サクラ咲ケ
5. きっと大丈夫
6. Monster
7. Troublemaker
8. ワイルド アット ハート
9. GUTS !
10. 君のうた
11. 5×20
12. ファイトソング
13. エナジーソング～絶好調超!!!!～
14. PIKA★★NCHI DOUBLE
15. Love so sweet
16. Happiness

### 特典映像
※Disc 3以降、嵐ファンクラブ会員限定盤のみ収録。

#### Disc 2
1. マルチアングル映像
  1. A・RA・SHI
  2. ハダシの未来
  3. 5×20
  4. Love so sweet

#### Disc 3
1. Overture
2. 感謝カンゲキ雨嵐
3. Oh Yeah!
4. Step and Go
5. 言葉より大切なもの
6. Find The Answer
7. I'll be there
8. 迷宮ラブソング
9. La tormenta 2004
10. Breathless
11. Everything
12. 果てない空
13. アオゾラペダル
14. 復活LOVE
15. Believe
16. Lucky Man
17. 愛を叫べ
18. 夏疾風
19. MC
20. COOL & SOUL
21. マイガール
22. One Love
23. Face Down
24. つなぐ
25. Crazy Moon〜キミ・ハ・ムテキ〜
26. Sakura
27. truth

#### Disc 4
1. A・RA・SHI
2. a Day in Our Life
3. ハダシの未来
4. サクラ咲ケ
5. きっと大丈夫
6. Monster
7. Troublemaker
8. ワイルド アット ハート
9. GUTS !
10. 君のうた
11. 5×20
12. ファイトソング
13. エナジーソング～絶好調超!!!!～
14. PIKA★★NCHI DOUBLE
15. Love so sweet
16. Happiness

## コンサートツアー
「ARASHI Anniversary Tour 5×20」は、嵐のデビュー20周年記念として行われた5大ドームツアーである。公演数は50公演（東京：16公演、大阪：9公演、札幌：9公演、名古屋：8公演、福岡：8公演）、総動員数は237万5000人となり、単一ツアーにおいては国内史上最大規模を記録した。
最初は18公演（2019年1月13日 大阪公演まで）を発表し、後に「and more」として残りの32公演が発表された。
2019年9月11日発売のシングル『BRAVE』を購入したファンクラブ会員を対象に、カメラ100台を導入してコンサートの模様を撮影する『ARASHI SPECIAL SHOOTING "5×20" at Tokyo Dome 2019.12.23』を開催した。開催決定からしばらくはこの撮影目的が明かされないままであったが、2021年5月23日に映画『ARASHI Anniversary Tour 5×20 FILM “Record of Memories”』のためであったことが明かされた。
2019年12月25日の東京ドーム最終公演では、音楽ライブビューイング史上最大規模となる全329館、617スクリーンでライブビューイングが開催された。また、2020年は新型コロナウイルス感染症の流行の影響で有観客ライブが開催されなかったため、この公演（2019年12月25日の東京ドーム最終公演）が単独公演としては嵐の活動休止前最後の有観客ライブとなった。

### 日程・会場
| #  | 年     | 公演日   | 公演時間 | 会場                 | 備考                                                     |
| -- | ------ | -------- | -------- | -------------------- | -------------------------------------------------------- |
| 1  | 2018年 | 11月16日 | 18:00    | 札幌ドーム           | ツアー初日                                               |
| 2  | 2018年 | 11月17日 | 18:00    | 札幌ドーム           |                                                          |
| 3  | 2018年 | 11月18日 | 16:00    | 札幌ドーム           |                                                          |
| 4  | 2018年 | 11月30日 | 18:00    | 福岡ヤフオク! ドーム |                                                          |
| 5  | 2018年 | 12月01日 | 18:00    | 福岡ヤフオク! ドーム |                                                          |
| 6  | 2018年 | 12月02日 | 16:00    | 福岡ヤフオク! ドーム |                                                          |
| 7  | 2018年 | 12月07日 | 18:00    | 東京ドーム           |                                                          |
| 8  | 2018年 | 12月08日 | 18:00    | 東京ドーム           |                                                          |
| 9  | 2018年 | 12月09日 | 18:00    | 東京ドーム           |                                                          |
| 10 | 2018年 | 12月14日 | 18:00    | ナゴヤドーム         |                                                          |
| 11 | 2018年 | 12月15日 | 18:00    | ナゴヤドーム         |                                                          |
| 12 | 2018年 | 12月16日 | 16:00    | ナゴヤドーム         |                                                          |
| 13 | 2018年 | 12月23日 | 18:00    | 東京ドーム           |                                                          |
| 14 | 2018年 | 12月24日 | 18:00    | 東京ドーム           | 公演日は相葉雅紀の36歳の誕生日                           |
| 15 | 2018年 | 12月25日 | 18:00    | 東京ドーム           | 2018年内最後のライブ                                     |
| 16 | 2019年 | 01月11日 | 18:00    | 京セラドーム大阪     | 2019年内初のライブ                                       |
| 17 | 2019年 | 01月12日 | 18:00    | 京セラドーム大阪     |                                                          |
| 18 | 2019年 | 01月13日 | 18:00    | 京セラドーム大阪     |                                                          |
| 19 | 2019年 | 04月13日 | 18:00    | ナゴヤドーム         | 活動休止発表後初のライブ                                 |
| 20 | 2019年 | 04月14日 | 15:00    | ナゴヤドーム         |                                                          |
| 21 | 2019年 | 04月18日 | 18:00    | 東京ドーム           |                                                          |
| 22 | 2019年 | 04月19日 | 18:00    | 東京ドーム           |                                                          |
| 23 | 2019年 | 04月20日 | 18:00    | 東京ドーム           |                                                          |
| 24 | 2019年 | 04月28日 | 18:00    | 福岡ヤフオク! ドーム |                                                          |
| 25 | 2019年 | 04月29日 | 12:00    | 福岡ヤフオク! ドーム | 平成最後のライブ                                         |
| 26 | 2019年 | 05月17日 | 18:00    | 札幌ドーム           | 令和最初のライブ                                         |
| 27 | 2019年 | 05月18日 | 18:00    | 札幌ドーム           |                                                          |
| 28 | 2019年 | 05月19日 | 16:00    | 札幌ドーム           |                                                          |
| 29 | 2019年 | 08月30日 | 18:00    | 京セラドーム大阪     | 公演日は松本潤の36歳の誕生日                             |
| 30 | 2019年 | 08月31日 | 18:00    | 京セラドーム大阪     |                                                          |
| 31 | 2019年 | 09月01日 | 16:00    | 京セラドーム大阪     |                                                          |
| 32 | 2019年 | 10月30日 | 18:00    | 東京ドーム           |                                                          |
| 33 | 2019年 | 10月31日 | 18:00    | 東京ドーム           |                                                          |
| 34 | 2019年 | 11月14日 | 18:00    | 札幌ドーム           |                                                          |
| 35 | 2019年 | 11月15日 | 18:00    | 札幌ドーム           |                                                          |
| 36 | 2019年 | 11月16日 | 16:00    | 札幌ドーム           |                                                          |
| 37 | 2019年 | 11月21日 | 18:00    | 京セラドーム大阪     |                                                          |
| 38 | 2019年 | 11月22日 | 18:00    | 京セラドーム大阪     |                                                          |
| 39 | 2019年 | 11月23日 | 15:00    | 京セラドーム大阪     |                                                          |
| 40 | 2019年 | 11月29日 | 18:00    | 東京ドーム           |                                                          |
| 41 | 2019年 | 11月30日 | 18:00    | 東京ドーム           |                                                          |
| 42 | 2019年 | 12月01日 | 18:00    | 東京ドーム           |                                                          |
| 43 | 2019年 | 12月06日 | 18:00    | 福岡ヤフオク! ドーム |                                                          |
| 44 | 2019年 | 12月07日 | 18:00    | 福岡ヤフオク! ドーム |                                                          |
| 45 | 2019年 | 12月08日 | 16:00    | 福岡ヤフオク! ドーム |                                                          |
| 46 | 2019年 | 12月14日 | 18:00    | ナゴヤドーム         |                                                          |
| 47 | 2019年 | 12月15日 | 18:00    | ナゴヤドーム         |                                                          |
| 48 | 2019年 | 12月16日 | 15:00    | ナゴヤドーム         |                                                          |
| ＊ | 2019年 | 12月23日 | 18:00    | 東京ドーム           | ARASHI SPECIAL SHOOTING "5×20" at Tokyo Dome 2019.12.23  |
| 49 | 2019年 | 12月24日 | 18:00    | 東京ドーム           | 公演日は相葉雅紀の37歳の誕生日                           |
| 50 | 2019年 | 12月25日 | 18:00    | 東京ドーム           | 全国617スクリーンでライブビューイングを開催&ツアー最終日 |